# Akkerdistelnetwants
De akkerdistelnetwants (Tingis ampliata) is een wants uit de familie van de Tingidae (Netwantsen). De soort werd het eerst wetenschappelijk beschreven door Herrich-Schäffer in 1838.

## Uiterlijk
De tamelijk ovaal gevormde netwants kan 3.5 tot 4 mm lang worden. Net als de andere netwantsen hebben de vleugels van deze wants een fijnmazig netwerkpatroon van aders, bij Tingis-soorten zijn deze vleugeladers op diverse plekken gevlekt. Van de Nederlandse Tingis-soorten hebben alleen Tingis ampliata en Tingis cardui geen haartjes langs de randen van het halsschild. De soort verschilt van Tingis cardui doordat die een iets naar voren uitgetrokken randveld van het halsschild heeft.

## Leefwijze
De imagines kunnen het gehele jaar door aangetroffen worden, vooral van april tot oktober op akkerdistel (Cirsium arvense) en mogelijk ook op andere distelsoorten. De soort kent één generatie per jaar, de paring vindt plaats in juni, de vrouwtjes zetten hun eitjes af op de bovenste stengels van de waardplant en van juni tot september zijn de nimfen waar te nemen. De wantsen zijn in augustus volwassen en overwinteren vervolgens in het bladafval op de grond.    

## Leefgebied
De wantsen komen voor in het midden van Europa en het verspreidingsgebied strekt zich verder uit naar Azië tot in Japan en China. De soort is in heel Nederland zeer algemeen.